# Lechytia leleupi
Lechytia leleupi är en spindeldjursart som beskrevs av Beier 1959. Lechytia leleupi ingår i släktet Lechytia och familjen Lechytiidae. Inga underarter finns listade i Catalogue of Life.